# More than ever
More than ever es el noveno álbum original de la banda de jazz rock estadounidense, Blood, Sweat & Tears. Se publicó en 1976, en formato LP, por Columbia Records (CBS en España).

## Historia
Como consecuencia del incremento de las giras y conciertos, tras la publicación de "New city", Columbia metió al grupo en el estudio apenas siete meses después de la edición de aquel disco. La grabación se realizó entre diciembre de 1975 y abril de 1976. En este periodo, Georg Wadenius había dejado su puesto, siendo sustituido por Mike Stern, aunque en algunos conciertos la guitarra la asumió Steve Khan. También Ron McClure y Joe Giorgiani habían dejado la banda, siendo sustituidos por Danny Trifan y Forrest Buchtell, respectivamente.
El disco se grabó, al igual que el anterior, en Camp Colomby. La producción se le encargó a Bob James, con el apoyo del propio Colomby. James planteó una producción al estilo de sus propios discos, con un gran número de músicos de refuerzo y arreglos muy elaborados, que desvirtuaron la imagen musical de la banda. Así, cuando se publicó, en junio de 1976, apenas logró situarse en el puesto n.º 165 del Billboard 200, y el single que se sacó, "You're the one", ni siquiera logró colocarse en los charts, recibiendo además muy malas críticas en los medios. A final de ese mismo año, tras este fracaso comercial y artístico, Columbia rompió su contrato con la banda.

## Lista de temas

### Cara A
- 1. They  (Thomas/Smith)
- 2. I love you more tha ever  (Landon/Lenier)
- 3. Katy Bell  (Stephen Foster)
- 4. Sweet Sadie the Savior  (Patti Austin)

### Cara B
- 1. Hollywood  (Thomas/Smith)
- 2. You're the one  (Thomas/Smith)
- 3. Heavy blue  (Willis)
- 4. Saved by the grace of your love  (Smith/Palmer)

## Músicos

### La banda
- David Clayton-Thomas - cantante
- Tony Klatka y Forrest Buchtel - trompeta y fliscorno
- Dave Bargeron - trombón y tuba
- Bill Tillman - saxo tenor y flauta
- Larry Willis - Fender Rhodes
- Mike Stern  - guitarra
- Danny Trifan - bajo
- Bobby Colomby - batería
- Don Alias - percusión

### Músicos adicionales en el disco
- Metales: Jon Faddis y Marvin Stamm - trompetas / Dave Taylor - trombón / Arnie Lawrence - saxo alto / Sid Weinberg - oboe.
- Cuerdas: David Nadien, Symour Barab, Max Ellen, Harry Lookofsky, Harry Glickman, Max Pollikoff, Matthew Raimondi, Emmanuel Vardi, Charles McCraken, Harry Cykman, Richard Sortomme y Theodore Israel.
- Ritmo: Bob James y Richard Tee - piano y teclados / Hugh McCraken, Steve Kahn y Eric Gale - guitarras / Eric Weissberg - dobro y banjo / Gary King - bajo / Dave Friedman - marimba y vibráfono.
- Coros: Patti Austin, Vivian Cherry, Lani Groves, Gwendolyne Guthrie, Yolanda McCullough, Frank Floyd, William Eaton y Zachary Sanders.